# جنگل‌های ایران

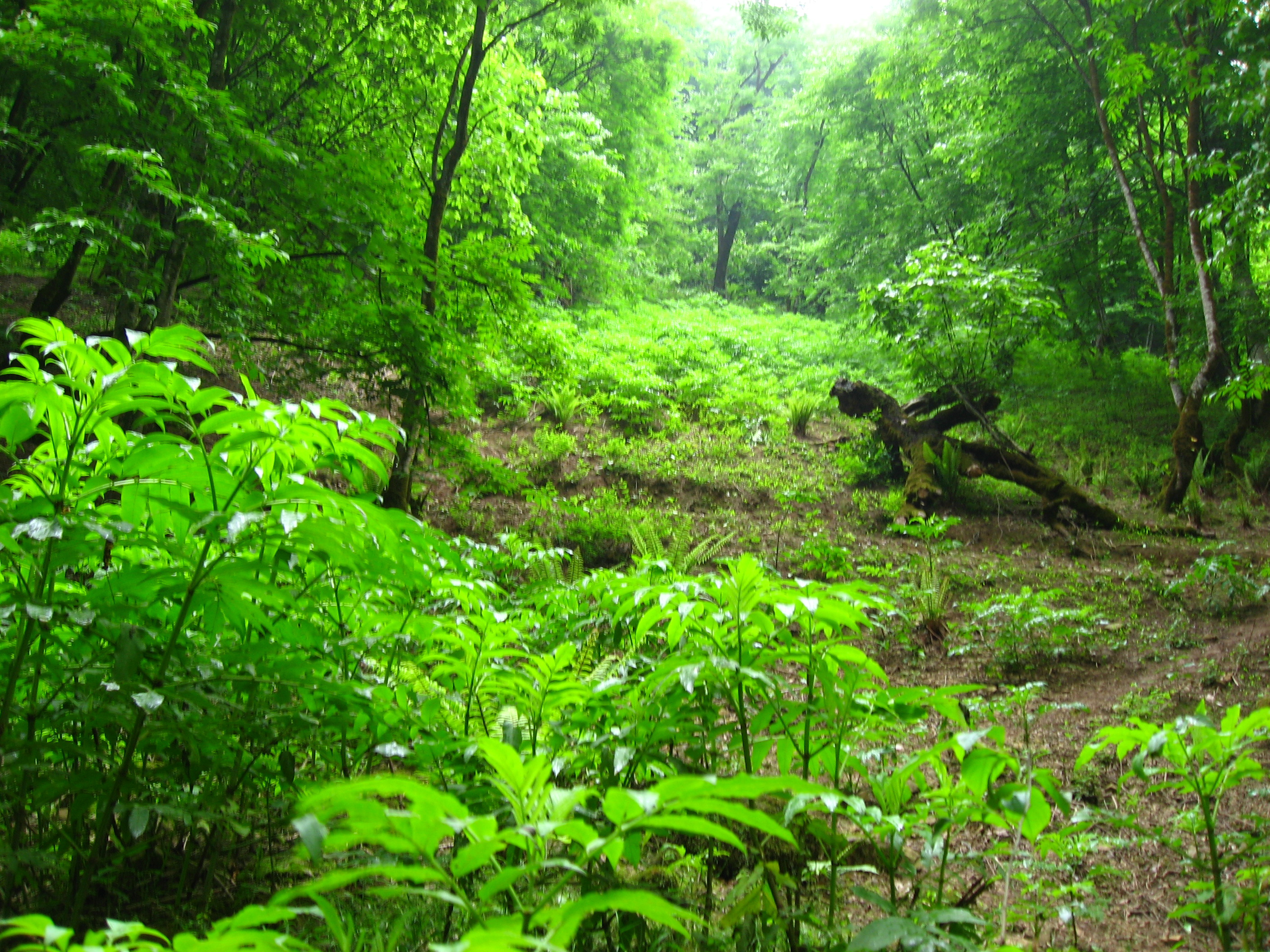
جنگل‌های شمال ایران

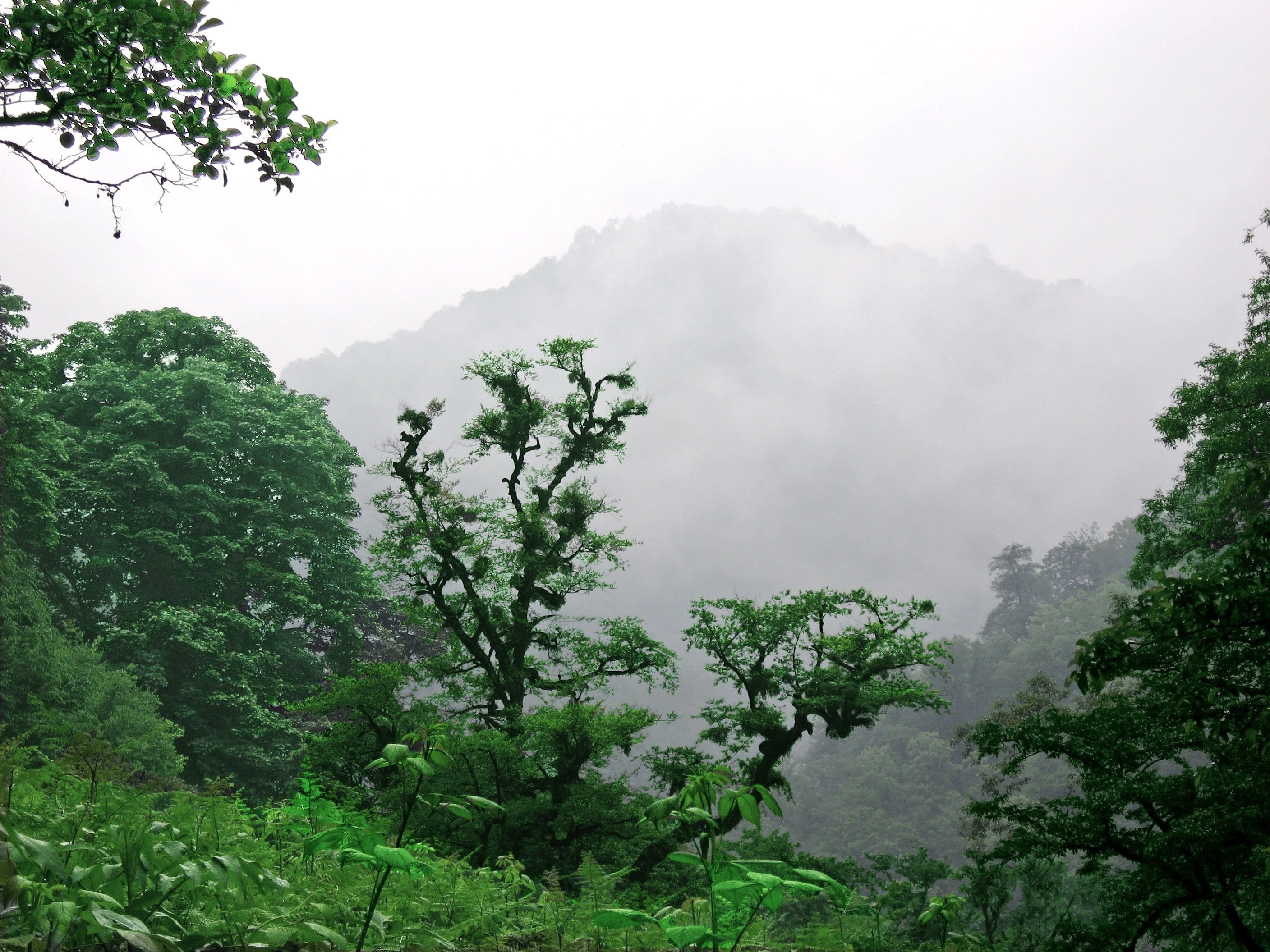
جنگل‌های شمال ایران، منطقه گیلان

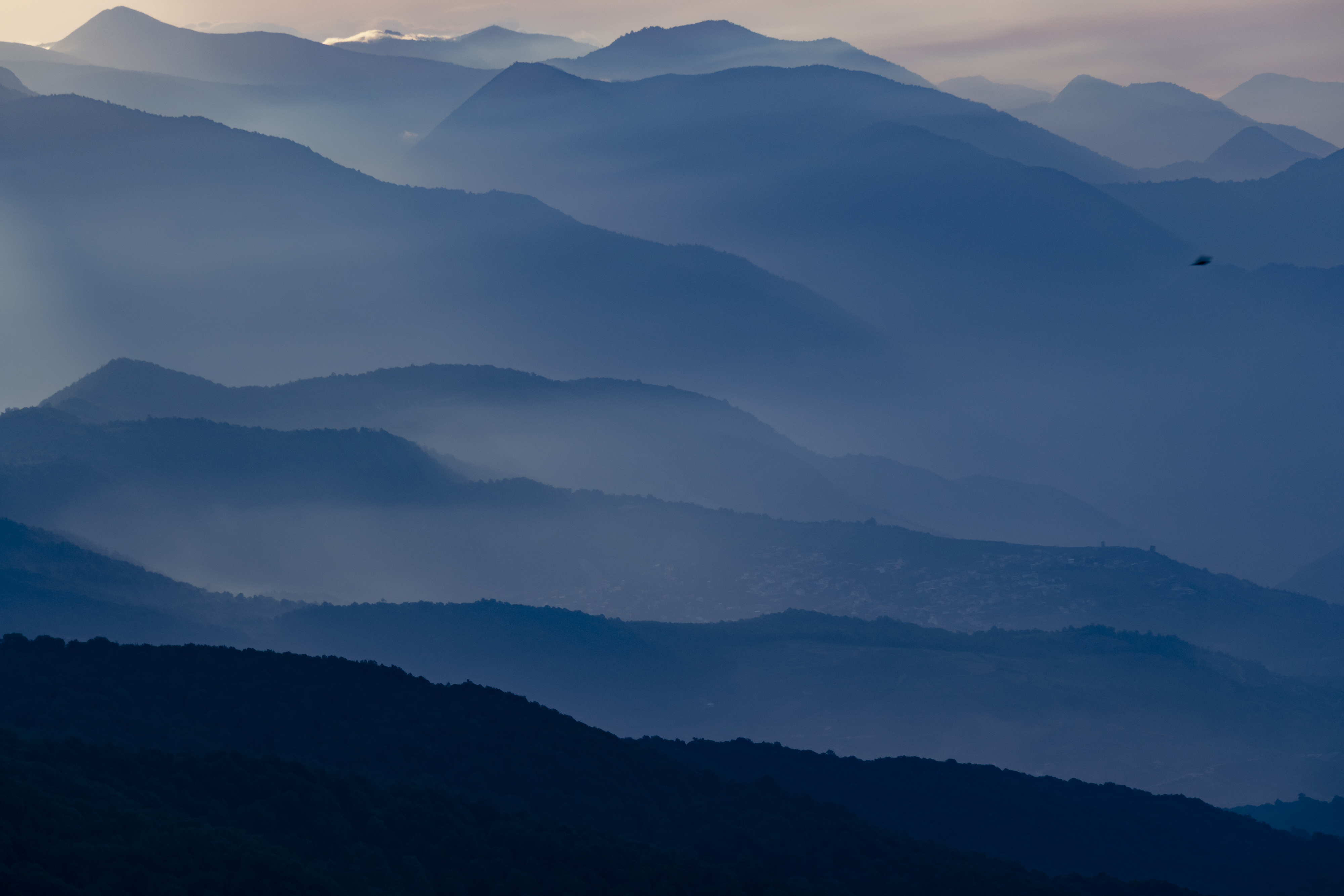
کوه‌های جنگلی منطقه فیلبند در استان مازندران

جنگل‌های ایران بخشی از منابع طبیعی ایران هستند. بیشتر جنگل‌های این کشور، در نواحی شمالی، در حاشیه جنوب دریای کاسپین جای دارند. این مناطق جنگلی دارای آب‌وهوای معتدل مرطوب می‌باشند و از شرق استان اردبیل تا استان خراسان شمالی کشیده شده‌اند و در این امتداد، سه استان گیلان، مازندران و گلستان را دربر می‌گیرند. رشته کوه البرز که بلندترین رشته کوه خاورمیانه است، همچون دیواری در مقابل رطوبت ناشی از دریای کاسپین ایستاده و مانع نفوذ آن‌ها به نواحی مرکزی ایران می‌شود؛ بنابراین این ابرها مجبور به بارش در نواحی شمالی می‌شوند. درصورت از بین رفتن این سد، رطوبت منطقه از بین می‌رود و این منطقه هم به مانند بقیه مناطق ایران خشک و بیابانی خواهد شد.
جنگل‌های ایران بر روی هم ۳٬۴۰۰٬۰۰۰ یا سه میلیون و چهارصدهزار هکتار جنگل در دامنه‌های شمالی کوه‌های البرز و استان‌های ساحلی دریای خزر وجود دارند. مساحت جنگل‌های دیگر که پراکنده درسایر نقاط کشور می‌باشند تا سه میلیون هکتار است. از این جنگل‌ها تنها ۱، ۳ میلیون هکتار برای بهره‌برداری صنعتی قابل استفاده است، بقیه جنگل‌ها به سبب کمبود در نگهداری درست یا آسیب‌های طبیعی مورد بهره‌برداری نیستند. براساس اسناد و مدارک موجود، ایران از زمان باستان تا آغاز قرن هیجدهم دارای جنگل‌های بسیار و گوناگون بود. پهنه جنگل‌های موجود در ایران با مرزهای کنونی در زمان هخامنشیان به بیش از ۱۶ میلیون هکتار می‌رسید. از بین بردن جنگل‌های ایران از زمان حمله مغول آغاز شد و به ویژه در سه سدهٔ گذشته به بالاترین مرتبه خود رسید. در زمان قاجار بین سال‌های ۱۲۸۱ و ۱۲۹۱ نزدیک به ۱۳۰ هزار تن زغال چوب از بریدن درختان جنگلی ایران تولید شد و به خارج از کشور صادر شد.

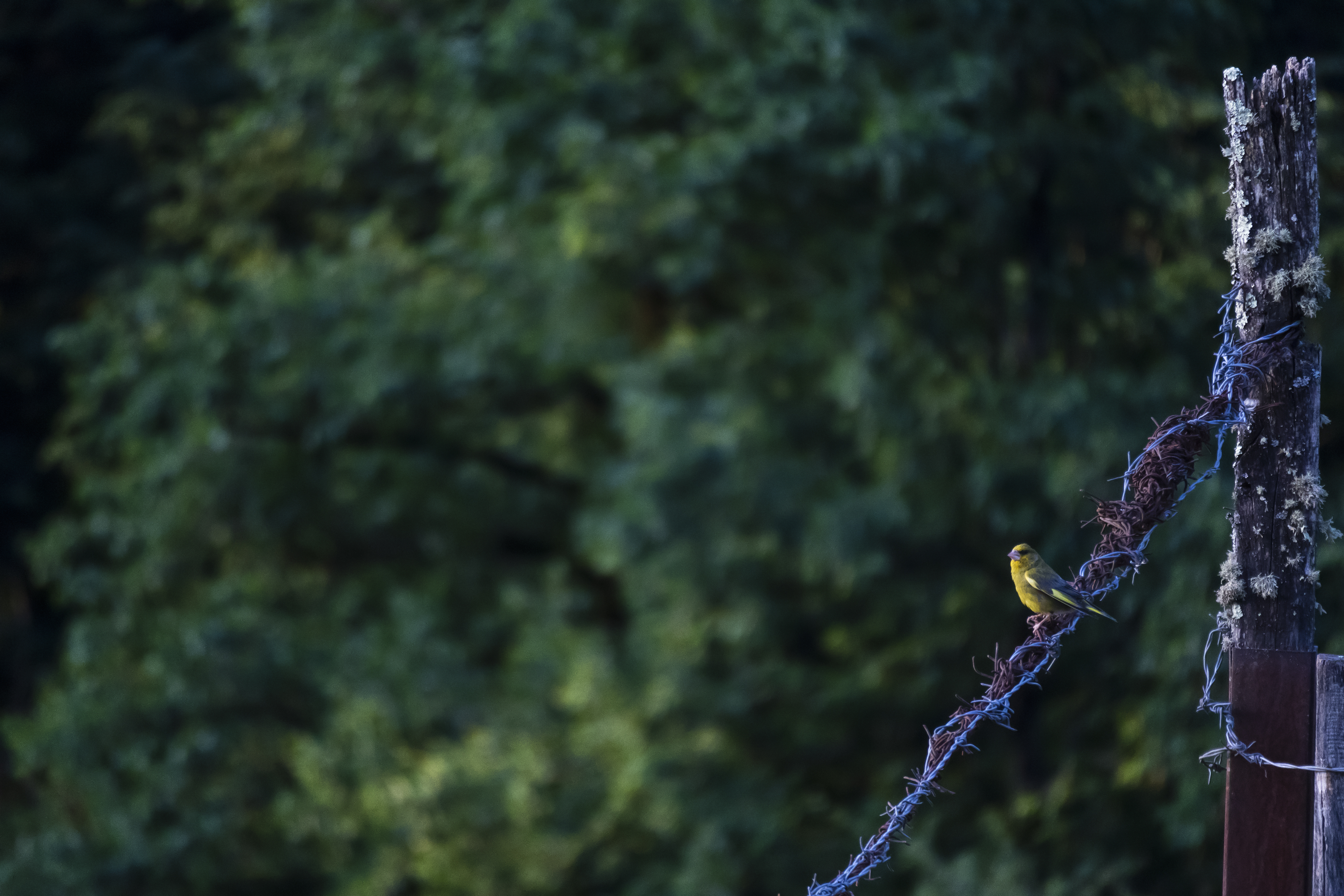
سهره سبز اروپایی در جنگل‌های شمال ایران

## ملی کردن جنگل‌ها و مراتع
بدین سبب ملی کردن جنگل‌ها و مراتع و ملی کردن آب‌های کشور سرمایه‌های طبیعی و ثروت ایران در برنامه دولت قرار گرفت.
در ۶ بهمن ۱۳۴۱ در چهار چوب منشور انقلاب سفید جنگل‌های ایران ملی اعلام شد. بر اساس اصل دوم انقلاب شاه و مردم جنگل‌های ایران که آن‌ها را معادن طلای سبز لقب داده‌اند و مراتع کشور ملی شد و با این نزدیک به ۱۲۰ میلیون هکتار جنگل‌های و مراتع کشور برای بهره‌برداری ملی در اختیار دولت قرار گرفت. در پهنه‌ای (مساحتی) نزدیک یه ۲۸٬۰۰۰ هکتار جنگل‌های مصنوعی ایجاد شد. بیش از ۵٬۰۰۰ هکتار فضای سبز دور شهرهای بزرگ ویا پارک‌های جنگلی بیشماری در منطقه‌های گوناگون کشور به وجود آمد. برنامه‌های گسترده‌ای دربارهٔ زنده کردن دوباره منابع جنگلی و حفاظت خاک و مهار کردن شن‌های روان و جلوگیری از پرشدن مخزن‌های سدها، جلوگیری از پیشرفت کویر و واپس راندن آن از راه نهال کاری کویری در ایران پیاده شد.
پهنه چراگاه‌های ایران در سال ۱۳۴۰ به هجده میلیون هکتار می‌رسید؛ که هشت میلیون آن مرتع‌های عادی و ده میلیون آن بیشه زارهایی که با کم و بیش با درخت بودند. این چراگاه‌ها تنها برای چرای نیمی از دام‌های کشور بسنده می‌کرد و نه بیشتر. در جهار چوب اصل دوم یعنی ملی کردن جنگل‌ها و مراتع برنامه‌های همانندی برای چراگاه‌ها و مراتع کشور و به کارگرفتن شیوه‌های نوین مرتع داری از راه بررسی و آگاهی و شناخت منابع گیاهی، پژوهش‌های اقلیمی، گردآوری نمونه‌های نباتی و بررسی نیروی نهفته در مرتع‌ها برنامه‌ریزی و اجرا شد. در چهارچوب این اصل انقلاب سفید تا سال ۱۳۵۷ بیش از چهار هزار نفر نیروی محافظ منابع طبیعی و جنگل‌ها و مراتع بودند.
بر اساس آمار تا پایان ۱۳۵۵ خورشیدی پروژه‌های جنگل داری ۶۱۵ هزار هکتار از ۳۰۰ هزار هکتار جنگل‌های قابل بهره‌برداری شمال کشور را شامل شده است. نزدیک ۳۹ هزار هکتار در ایران جنگل کاری شده و در زمینه ایستا کردن شن‌های روان مساحتی بیش از ۸۰۰ هزار هکتار نهال کاری شده است. پروژه ایستا کردن شن‌های روان برای نخستین بار در حارث‌آباد (سبزوار) در سال ۱۳۴۴ خورشیدی اجرا شد و پس از نه سال سرزمین پهناوری در کناره کویر به جنگلی از درختان تنومند تاغ برگردانیده شد.

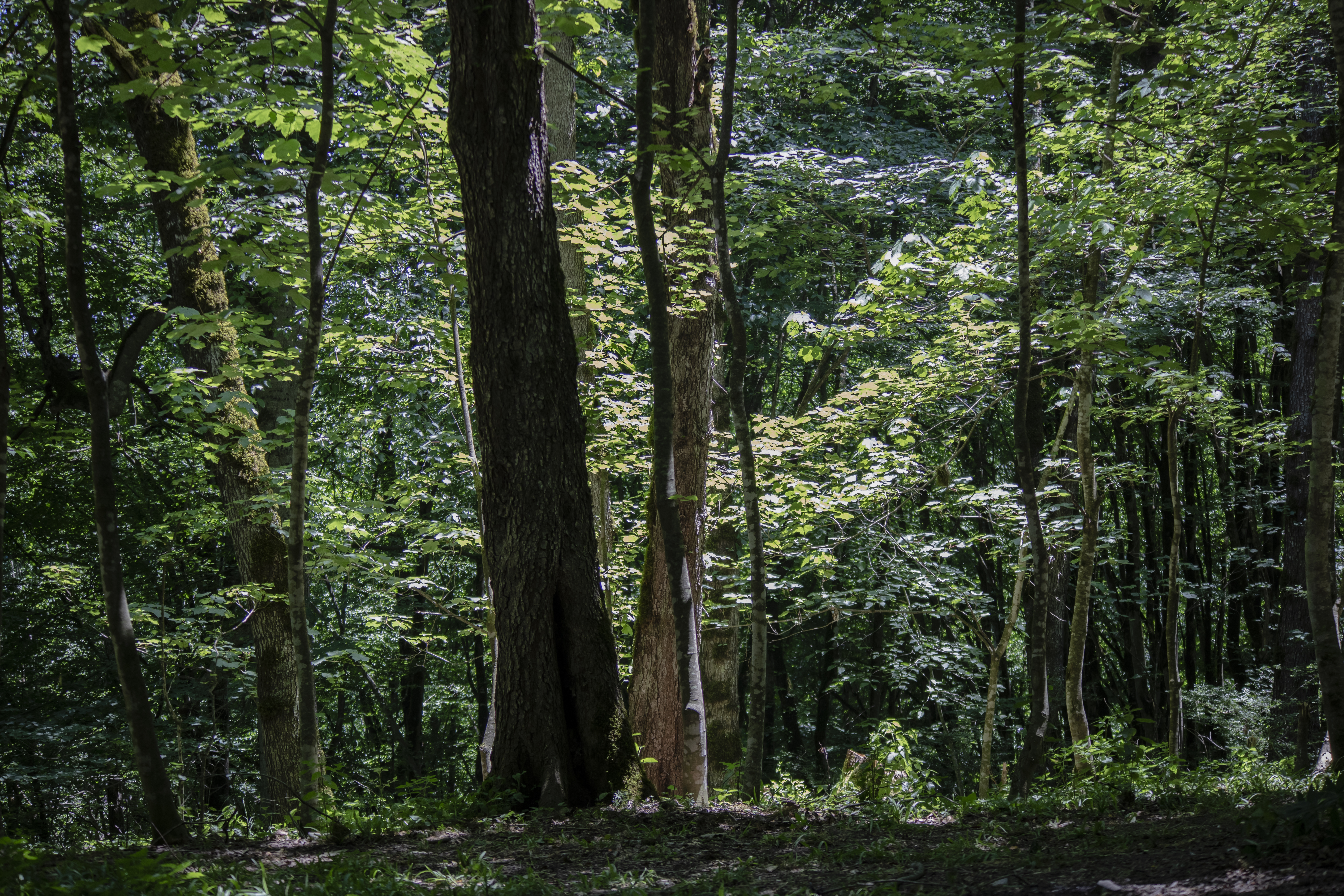
درختان جنگلی منطقه لاویج در شمال ایران

## درختان و فرسایش خاک
درختان و درختچه‌ها و به‌طور کلی پوشش گیاهی در حفظ و پایداری خاک و افزایش قابلیت نفوذ آن‌ها نقش مؤثری دارند خاک سطحی قابل استفاده انسان بیش از چند سانتی‌متر نیست به همین جهت حفظ و نگهداری آن امری حیاتی به‌شمار می‌رود.
در مناطق خشک فرسایش بادی عامل عمده تخریب خاک‌ها بوده و در مناطق باد خیز درختان عامل مؤثری در تثبیت خاک‌ها به‌شمار می‌آیند.
باد شکن‌های سبز، حائل و ضربه گیر بوده که متشکل از چند ردیف درخت می‌باشد.
در اطراف اماکن مسکونی یا باغات به صورت کمربندهای سبز طویل کاشته می‌شوند و بسیاری از صدمات ناشی از باد را تقلیل می‌دهند.

## آب و هوا در جنگل‌ها
برخی جنگل‌ها (مثلاً جنگل‌های همیشه سبز) چندان تحت تأثیر تغییرات آب و هوایی نیستند؛ ولی برخی دیگر (مثلاً جنگل‌های خزان‌کننده) به شدت تحت تأثیر بوده، کلیه برگ‌های خود را در هر پاییز از دست می‌دهند.
میزان رویش درختان جنگلی وابسته به فاکتورهای متعددی است که عمدتاً شامل نور خورشید، نوع خاک، آب، درجه حرارت و پتانسیل ژنتیکی درختان می‌باشد.
اکثر این فاکتورها و عوامل به‌طور مستقیم یا غیر مستقیم به آب و هوا مربوط می‌شود.
در فصل تابستان درجه حرارت هوای درون جنگل معمولاً بین ۶ تا ۸ درجه فارنهایت (۳ تا ۴ درجه سانتیگراد) پایین‌تر از درجه حرارت بیرون جنگل است، لیکن در زمستان درجه حرارت در جنگل خیلی نزدیک به درجه حرارت فضای باز و گاهی چند درجه‌ای گرمتر است.
درجه حرارت خاک در فضای باز در یک روز تابستانی ممکن است به ۹۰ درجه فارنهایت (۳۲ درجه سانتیگراد) برسد، در حالی که درجه حرارت خاک در یک توده جنگلی مجاور ۲۰ درجه فارنهایت (۱۱ درجه سانتیگراد) می‌باشد.
در یک جنگل سوزنی برگ در فصل زمستان، به دلیل تأثیر عایق مانند تاج پوشش و لاشبرگ موجود در کف جنگل خاک جنگلی دیرتر یخ زده و همین‌طور در بهار نیز زمین دیرتر گرم می‌شود.

## ناحیه‌های جنگل‌های ایران
جنگل‌های ایران را می‌توان به پنج ناحیه رویشی بشرح زیر تقسیم‌بندی نمود:
1. ناحیه هیرکانی (خزری یا کاسپینی) که نوار سبز شمال کشور را تشکیل می‌دهد.
2. ناحیه ایران و تورانی که به‌طور عمده در مرکز ایران پراکنده شده‌اند.
3. ناحیه زاگرس که به‌طور عمده جنگل‌های بلوط غرب کشور را تشکیل می‌دهند.
4. ناحیه خلیج فارس که در نوار ساحلی جنوب پراکنده می‌باشند.
5. ناحیه ارسبارانی که متشکل از گونه‌های نادر و منحصربه‌فرد می‌باشند.

جنگل‌های ایران در پنج ناحیه پخش می‌باشند. ایران در بین ۵۶ کشور دارای جنگل در جهان مقام چهل و پنجم را دارا می‌باشد.

### ناحیه هیرکانی (دریای کاسپین)
جنگل‌های شمال کشور با وسعتی حدود ۲ میلیون هکتار بزرگ‌ترین جنگل ایران و منطقه خاورمیانه است که به جنگل‌های ناحیهٔ رویشی هیرکانی، جنگل‌های مرطوب و جنگل‌های صنعتی شمال شهرت یافته‌اند هم چون نوار سبزی حاشیهٔ جنوبی دریای خزر و نیم رخ شمالی رشته کوه البرز از آستارا تا گلیداغی را به طول تقریبی ۸۰۰ کیلومتر، عرض ۲۰ تا ۷۰ کیلومتر و ارتفاع ۲۸۰۰ متر از سطح دریا پوشانده‌اند.
تاکنون ۸۰ گونهٔ درختی (به‌طور عمده پهن برگ)، چهارگونهٔ سوزنی برگ بومی و ۵۰ گونه درختچه‌ای در این جنگل‌ها شناسائی شده که اغلب آن‌ها از تیپ‌های آمیختهٔ راش (درخت)، ممرز، بلوط، افرا و توسکا هستند.
این جنگل‌ها بازمانده از دوران سوم زمین‌شناسی هستند، علت نبود سوزنی‌برگان در جنگل‌های هیرکانی عدم پیشروی و گسترش یخچال‌ها در اواخر دوران سوم و اوایل دوران چهارم زمین‌شناسی در این مناطق است.
این ناحیه نوار سبز شمال کشور در گیلان و مازندران و گلستان است. منطقه هیرکانی دارای آب و هوای مرطوب بوده و متأثر از دریای خزر می‌باشد. این منطقه از آستارا در گیلان آغاز شده و تا ارتفاعات جنگل گلستان در استان گلستان ادامه می‌یابد. اصلی‌ترین درختان این جنگل‌ها پهن برگ هستند. تعداد اندکی از درختان سوزنی برگ نیز در این جنگل‌ها یافت می‌شوند. مهم‌ترین جوامع جنگلی در این بخش از ایران در زیر آمده‌اند:
1. بلوط-شمشادستان (مناطق جلگه ای)
2. بلوط-ممرزستان و انجیلی- ممرزستان (مناطق پایین بند)
3. راشستان (مناطق میان بند)
4. لور- آوری استان (مناطق بالا بند)
5. مراتع ییلاقی

البته جوامع دیگری نیز به صورت فرعی یافت می‌شوند مانند:
1. افرا- ازادستان
2. توسکاستان
3. ارس استان

این پوشش جنگلی که در گذشته تمامی عرصه نواری‌شکل موجود میان پیش‌کوه‌های البرز و کناره دریای کاسپین را در بر می‌گرفت، امروز به وضع اسفباری در معرض نابودی است و تنها بقایایی از جنگلهای پیشین را شامل می‌گردد.

### ناحیه ایرانی تورانی
ناحیهٔ رویشی ایرانی تورانی با مساحتی حدود ۱/۴ میلیون هکتار، جزو مناطق خشک و نیمه خشک بوده و قسمت عمدهٔ فلات مرکزی ایران را دربرگرفته است.
نوسان حرارت در این ناحیه بسیار شدید است به نحوی که شدت حرارت تابستان در آن مشابه صحراهای آفریقا و سرمای زمستان آن از سرمای ناحیهٔ مدیترانه شدیدتر است.
این ناحیه بر اساس شرایط توپوگرافی و ارتفاع به دو منطقهٔ کوهستانی با آب و هوای سرد و منطقهٔ جلگه‌ای با آب و هوای بیابانی و گرم و خشک تقسیم می‌شود.
هر چند که شرایط جوی منطقه‌ای موجب پراکندگی و فاصلهٔ زیاد درختان شده اما به دلیل وسعت زیاد این ناحیه دارای گونه‌های گیاهی متنوع می‌باشد به نحوی که ۶۹ درصد فلور ایران در آن قرار گرفته است.
ناحیه ایران و تورانی در مرکز ایران پراکنده شده‌اند. استان خراسان در این ناحیه از پوشش‌های گیاهی ایران قرار می‌گیرد. استان خراسان حدود ۱/۵ سطح کشور ایران را دارا است ولی ۱/۳ این استان را کویر و بیابان می‌پوشاند. اصلی‌ترین تیپ‌های گیاهی در این استان عبارت‌اند از:
1. پسته و بادام
2. ارس
3. درمنه و گون
4. تاغ

البته جنگل کاری‌های وسیعی از گونه تاغ نیز در این استان انجام شده است.

### ناحیه زاگرس (اقلیم مدیترانه‌ای)

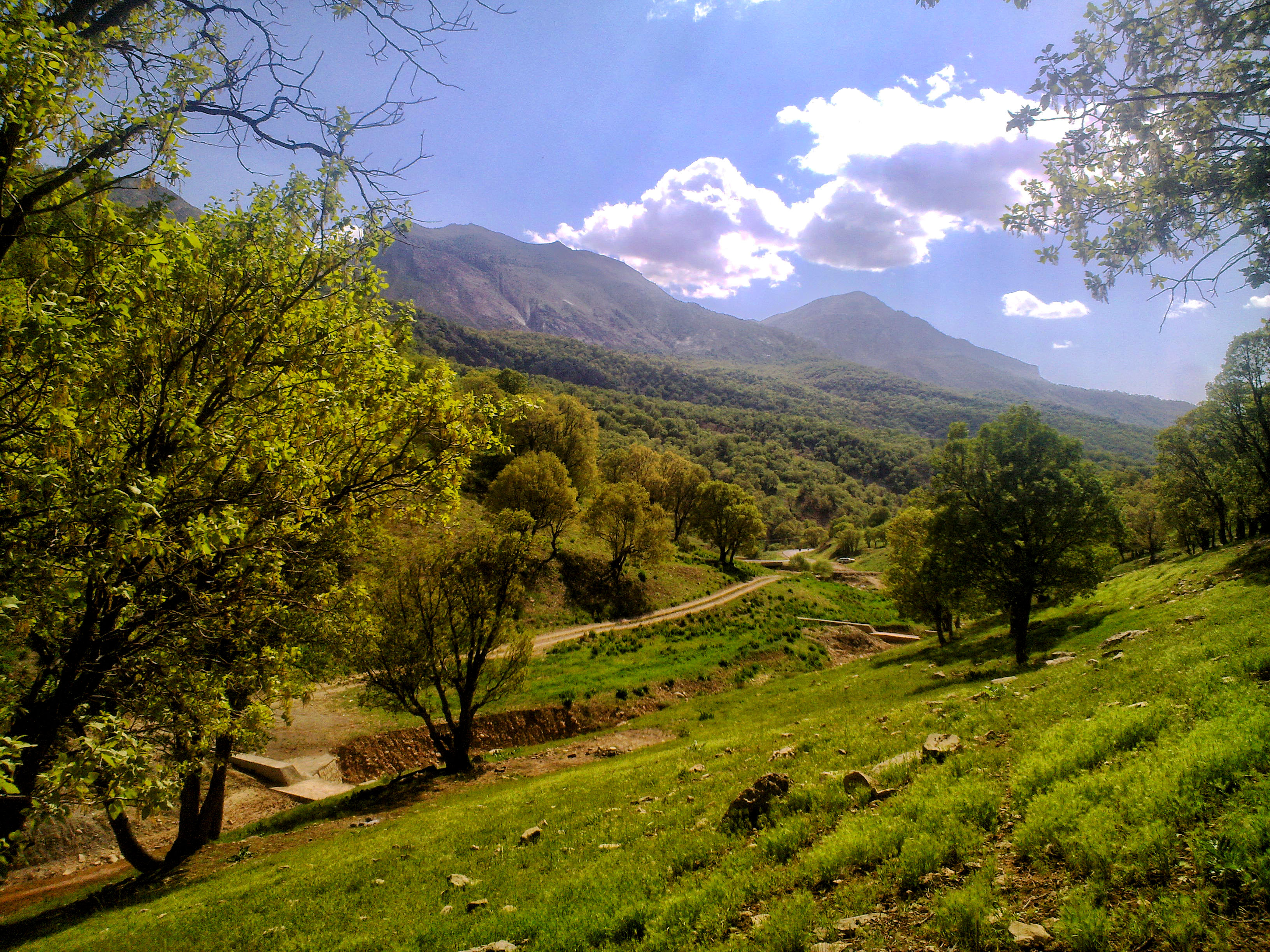
جنگل‌های بلوط لرستان

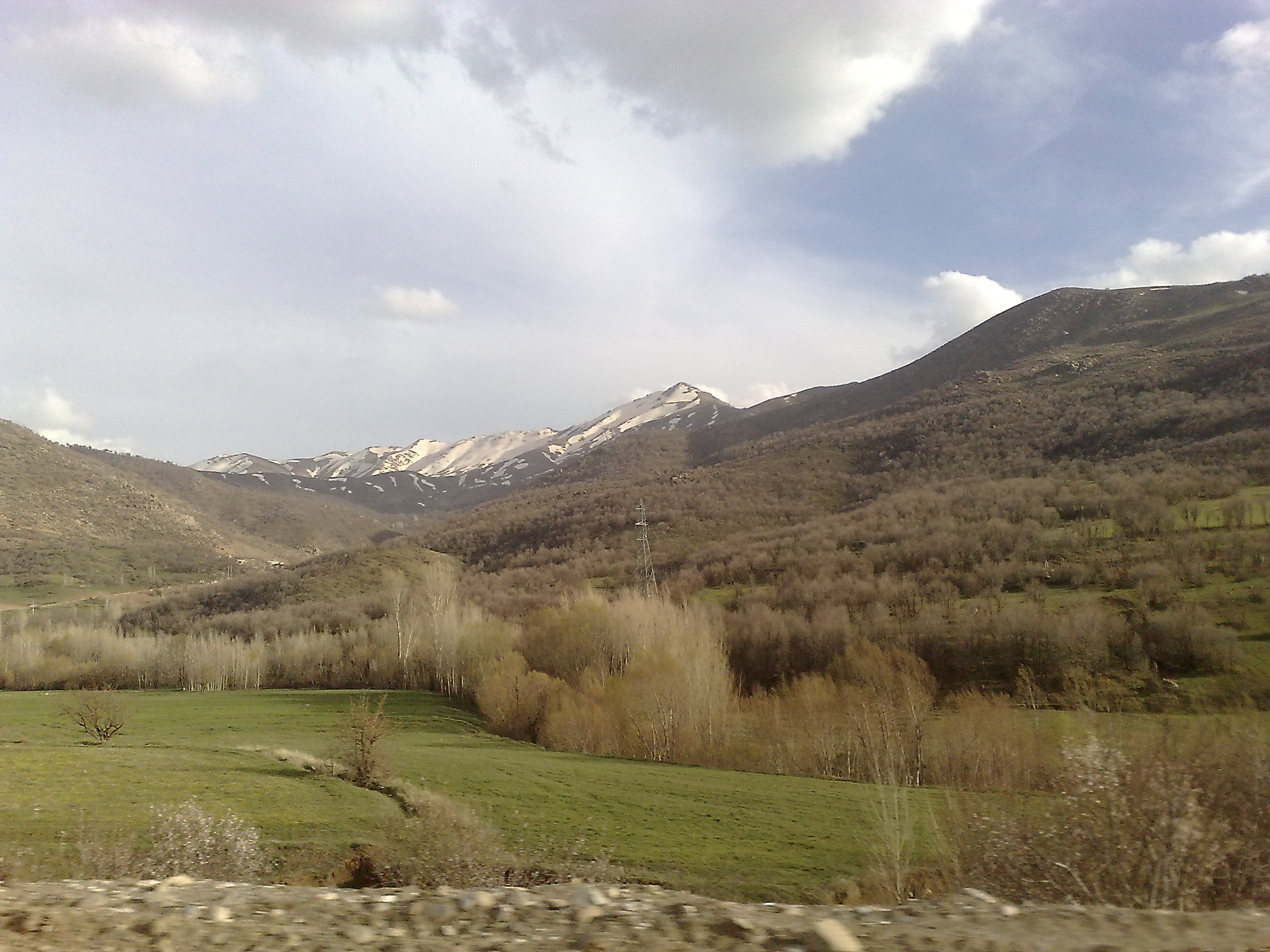
جنگل‌های زاگرس در اطراف شهر بانه

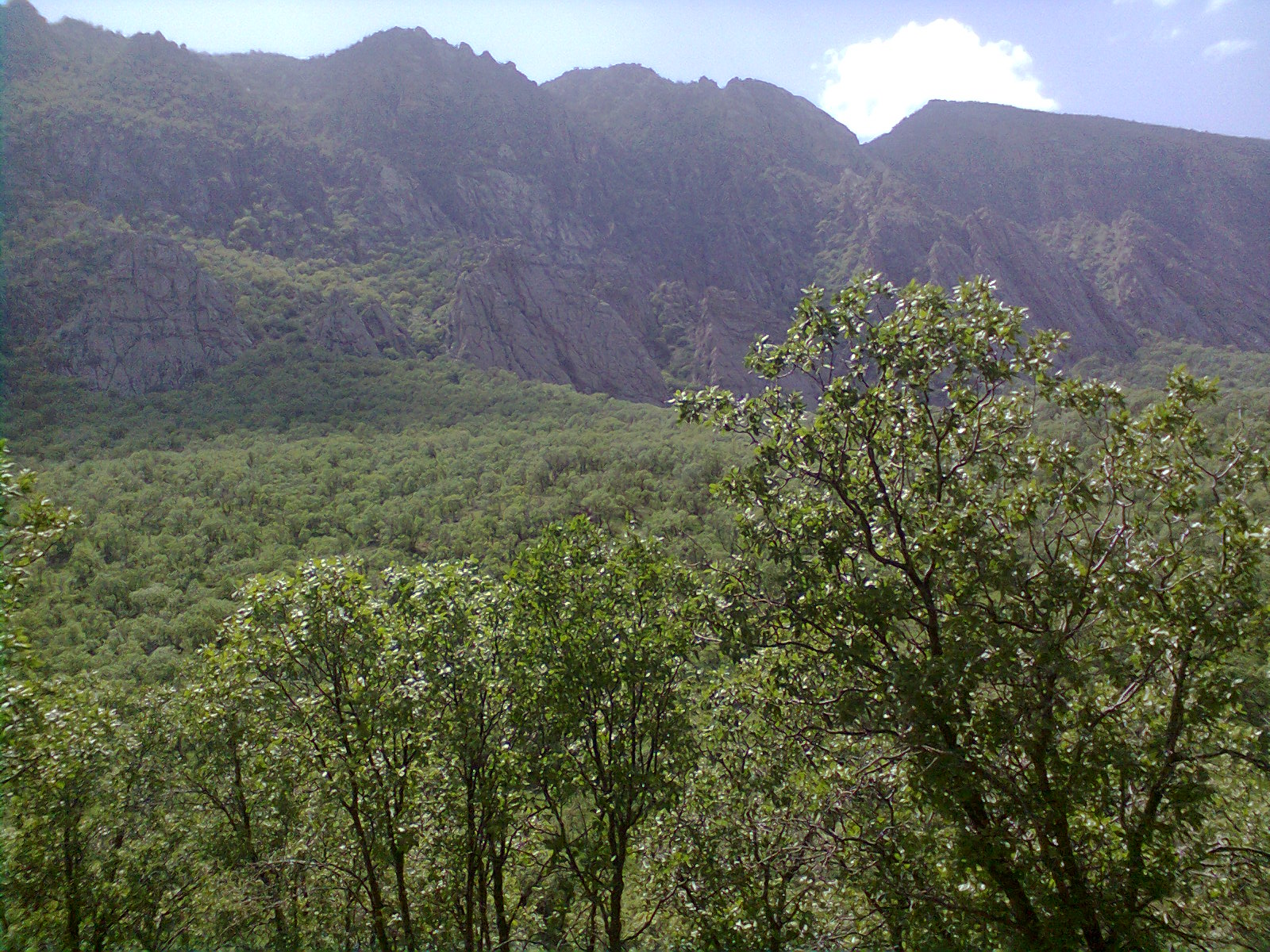
پوشش جنگلی بخش گواور استان کرمانشاه

این ناحیه با مساحتی حدود ۱/۶ میلیون هکتار از کیلومتر ۲۵ پیرانشهر به سردشت در استان آذربایجان غربی شروع و به شهرستان فیروزآباد فارس ختم می‌شود.
جنگل‌های این ناحیه در استان‌های آذربایجان غربی، لرستان، همدان، مرکزی، کرمانشاه، ایلام، کردستان، چهارمحال و بختیاری، خوزستان، فارس، کهگیلویه و بویر احمد و قسمتی از اصفهان پراکنده هستند.
البته علاوه بر استان‌های فوق هنوز بقایای گونهٔ اصلی زاگرس یعنی بلوط در شهرستان نهاوند استان همدان و شهرستان شازند مرکزی رویش دارد که دلیل قابل مشاهده‌ای بر گسترهٔ وسیع تر جنگل‌های زاگرس از گذشته تا به امروز است.
بارندگی‌ها ناشی از استقرار سیستم مدیترانه ای و دریای سیاه است، بارش سالانه بین ۴۰۰ تا ۶۰۰ میلی‌متر است.
ناحیه زاگرس به جنگل‌های بلوط غرب کشور گفته می‌شود. درخت اصلی در این جنگل‌ها بلوط است. آب و هوای زاگرس به سبب قرار داشتن در کنار آب و هوای‌های مختلف همانند ایران-تورانی و صحرا-سندی، گرمسیری و همچنین تأثیرپذیری از سیکلون‌های آناتولی و دریای سیاه بسیار گوناگون است.
درختان اصلی بلوط در این جنگل‌ها عبارت‌اند از: Q. persica,Q.infectoria, Q.libani, Q.magnosqumata

### ناحیه خلیج فارس (حرا)
ناحیهٔ رویشی خلیج فارس با مساحتی حدود ۰٬۱۸ میلیون هکتار بخشی از جنوب غرب و تمام سواحل جنوبی کشور را دربرمی گیرد.
این ناحیه در مقایسه با نواحی رویشی هیرکانی، ارسبارانی و زاگرس از تنوع گیاهی کمتری برخوردار بوده و سطح زیادی از آن را جنگل‌های مانگرو تشکیل می‌دهد.
ناحیهٔ رویشی خلیج فارس و دریای عمان از قصر شیرین شروع و به صورت نوار باریکی به سمت جنوب کشور کشیده شده و پس از عبور از استان‌های خوزستان، هرمزگان و سیستان و بلوچستان به مرز ایران و پاکستان ختم می‌شود؛ به دلیل تفاوت اکولوژیکی، رویش‌های اصلی این ناحیه به دو قلمرو تقسیم می‌شوند.
ناحیه خلیج فارس در نوار ساحلی جنوب پراکنده می‌باشند. این جنگل‌ها به دو بخش خلیج فارس و دریای عمان تقسیم می‌شود. درختان بخش خلیج فارس بیشتر کنار- کهور و درخت نمای نخل است. در صورتی که درختان آکاسیا در بحش دریای عمان اصلی تر است.
البته درختان حرا و چندل نیز در فاصله دریا و ساحل در بعضی نقاط مانند بندر خمیر- لافت و قشم -سیریک دیده می‌شود.

### ناحیه ارسبارانی

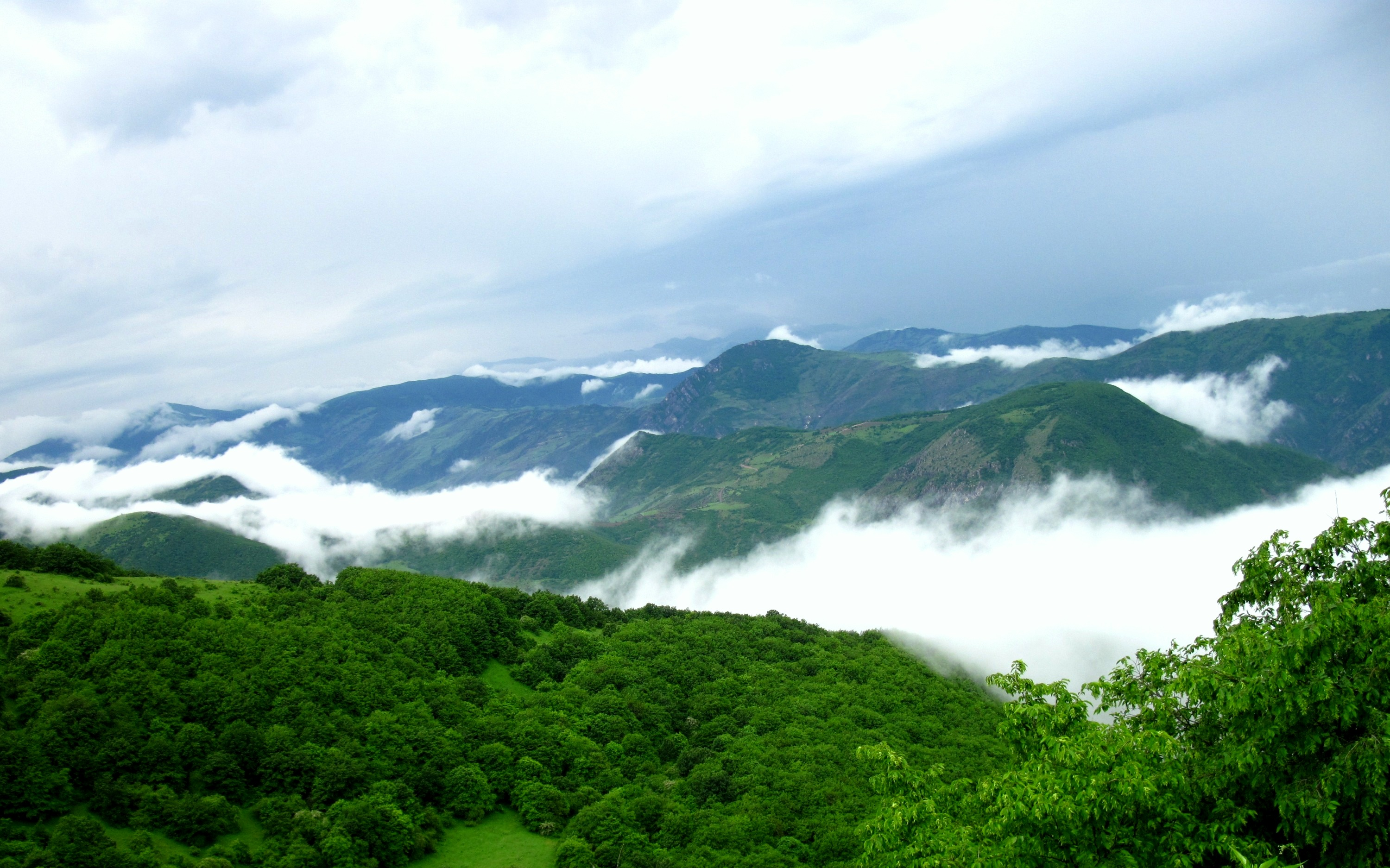
جنگل‌های ارسباران

این ناحیه با مساحتی حدود ۱۳۰ هزار هکتار، در شمال غربی ایران در استان آذربایجان شرقی، شمال غرب استان اردبیل و به‌طور عمده در حوزهٔ آبخیز رودخانهٔ ارس قرار دارد.
وضعیت اقلیمی خاص و برخورداری از آب و هوای نیمه مرطوب و وجود مه در این ناحیه سبب شده جنگل‌های نیمه انبوهی در این مناطق به‌وجودآید.
اگر چه میزان بارندگی در این منطقه دارای نوسان ۳۰۰ تا ۷۰۰ میلی‌متر در سال است اما به‌طور عمده بیشتر روزهای سال، هوا مه آلود بوده و این امر تأثیر بسزایی در افزایش بیلان آب و ذخیره‌سازی آن در خاک دارد.
ناحیهٔ رویشی ارسباران جزء ذخایر ژنتیکی جهانی ثبت شده و از تنوع بیولوژیکی بالایی برخوردار است، به نحوی که حدود ۱۰۰ گونهٔ چوبی همانند بلوط، ممرز، افرا، بنه، زبان گنجشک، شیرخشت، بادام، کیکم، ارس، زغال اخته، داغداغان، ملچ، سرخدار و … در این ناحیه رویشی وجود دارند.
علاوه بر موارد در پیش گفته شده بیش از ۷۷۵ گونهٔ گیاهی (۵۵ گونه از آن‌ها برای اولین بار در ایران گزارش شده است) در منطقهٔ حفاظت شدهٔ ناحیهٔ رویشی ارسبارانی شناسایی شده است.

## هشدار دربارهٔ نابودی جنگل‌های ایران
بر اساس آمار مرکز آمار ایران، جنگل‌ها در سال ۱۹۰۰ حدود ۱۹ میلیون هکتار از ایران را پوشش می‌دادند، اما تا سال ۲۰۱۲ این مساحت به ۱۴.۴ میلیون هکتار کاهش یافت. تا سال ۲۰۱۵، کل مساحت جنگل‌های ایران به ۱۰.۷ میلیون هکتار رسید که طبق گزارش شرکت Trading Economics، نشان‌دهنده کاهش ۴۳ درصدی از سال ۱۹۰۰ است. بیشتر جنگل‌های باقی‌مانده در رشته‌کوه‌های البرز نزدیک دریای خزر و رشته‌کوه‌های زاگرس قرار دارند. در ایران امروزی، تقریباً هیچ جنگل بکر و دست‌نخورده‌ای باقی نمانده است. تأثیرات انسانی چند هزار ساله بر محیط‌زیست طبیعی، از جمله رشد جمعیت، تخصیص زمین برای کشاورزی، بهره‌برداری از جنگل‌ها توسط عشایر، و افزایش تقاضا برای چوب به‌عنوان مصالح ساختمانی یا سوخت، منابع جنگلی کشور را تخریب یا تحلیل برده است. در دوره پهلوی (۱۹۲۵ تا ۱۹۷۹)، توسعه کشاورزی به‌ویژه برای پوشش جنگلی مضر بود. در استان خوزستان، بخش زیادی از زمین‌های جنگلی برای کشت تنباکو، تریاک و نیشکر پاک‌سازی شد. در گیلان، جنگل‌ها برای تولید چای، برنج و تنباکو قطع شدند. بهره‌برداری مشابه از جنگل‌های مازندران نیز زیستگاه ببر ایرانی را تخریب کرد که آخرین بار در دهه ۱۹۵۰ مشاهده شد. پس از انقلاب، جنگل‌های ایران با افزایش بهره‌برداری‌های نادرست مواجه شدند. به گفته معاون سازمان جنگل‌ها، مراتع و آبخیزداری ایران، حدود یک میلیون هکتار از جنگل‌های غنی زاگرس به دلیل تغییرات اقلیمی از بین رفته‌اند. نهادهای دولتی مسئول اجرای قوانین و مقررات مربوط به مناطق جنگلی ضعیف و کم‌بودجه هستند. افراد به‌دلخواه درختان را قطع می‌کنند و گاهی برای ایجاد زمین قابل کشت، عمداً جنگل‌ها را به آتش می‌کشند.
بر اساس آمارهای دولتی طی سال‌های ۱۳۸۹ و ۱۳۹۰، بیش از ۱٫۵ میلیون متر مکعب چوب از جنگل‌های شمال ایران برداشت شده است. رئیس انجمن جنگل‌بانی اعلام کرد که این رقم، بیان‌گر آمار رسمی در این زمینه است و بدون شک در کنار این برداشت‌ها، قطع درختان به‌طور غیرقانونی نیز در جریان است که بر میزان کل نابودی جنگل‌ها می‌افزاید. متخصصان جنگل گفته‌اند که جنگل‌های شمال ایران تاکنون به اندازه‌ای آسیب دیده‌اند که تاب این برداشت گسترده را ندارند. پیش‌بینی شده است که با ادامهٔ این روند، جنگل‌های شمال ایران به سرنوشت جنگل‌های غرب ایران دچار خواهند شد و از میان خواهند رفت. در حال حاضر تنوع زیستی و حیات وحش در جنگل‌های شمال از میان رفته است. از سوی دیگر، کارشناسان یکی از دلایل وقوع سیل‌های ویرانگر را در شمال ایران، نابودی پوشش گیاهی و بریدن درختان منطقه ارزیابی کرده‌اند.
رئیس سازمان محیط زیست ایران نیز اعلام کرده است که در پنج دههٔ گذشته، سطح جنگلی ایران از ۱۸ میلیون هکتار به ۱۴ میلیون هکتار رسیده است و سطح جنگلی نابودشده، به بیابان تبدیل شده است.
برآورد شده است که سالانهٔ ۶۳ هزار هکتار از جنگل‌های زاگرس و شمال ایران نابود می‌شود و دلیل آن طمع انسان‌ها و نه نیازشان است.
سازمان خواربار و کشاورزی جهانی (فائو) اعلام کرده است که ایران یکی از ۷۰ کشور در حال توسعه در دنیا است که پوشش جنگلی کمی دارد و این پوشش جنگلی اندک، با سرعتی بیشتر از دیگر نقاط دنیا در حال نابودی است.

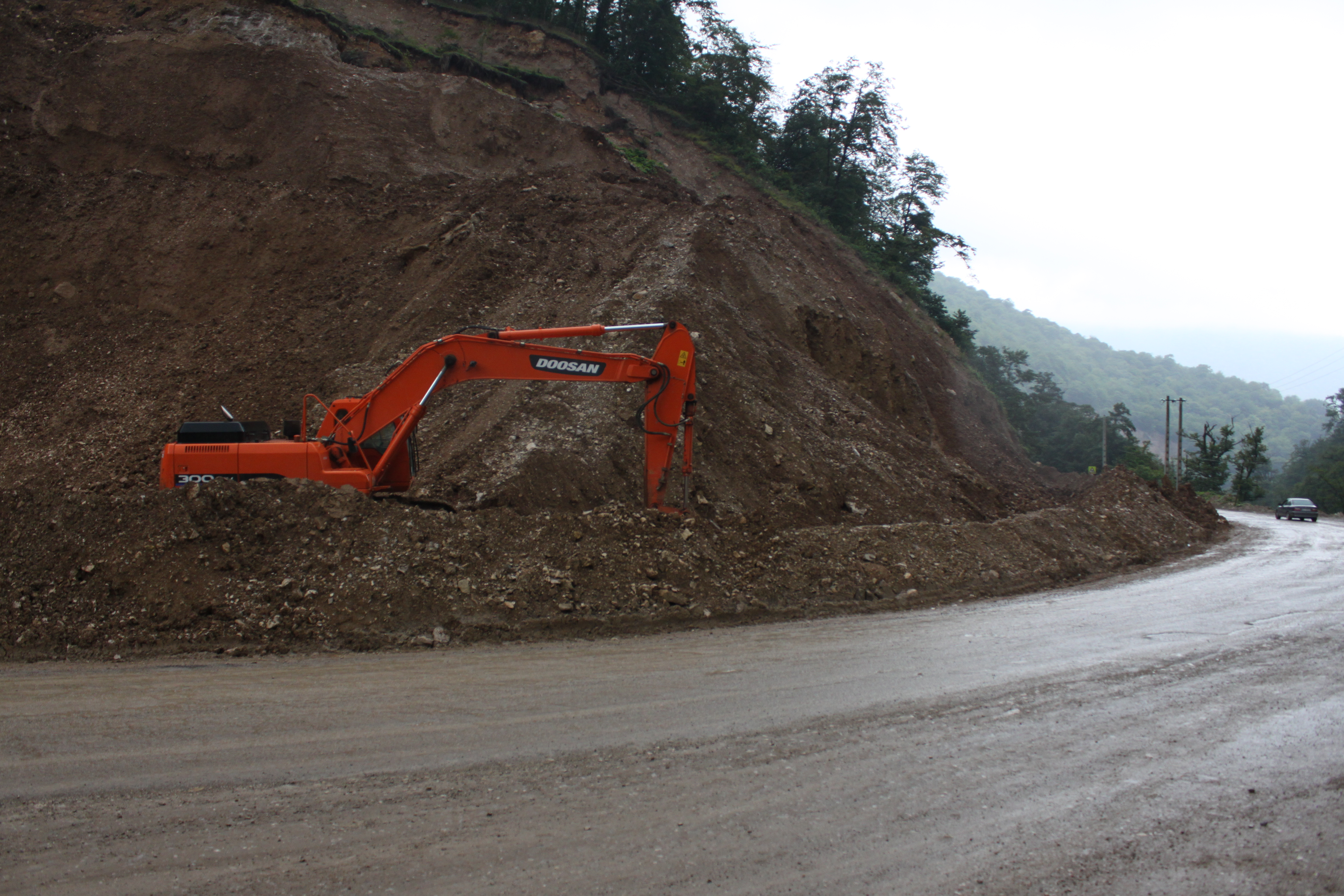
تخریب جنگل‌های مازندران
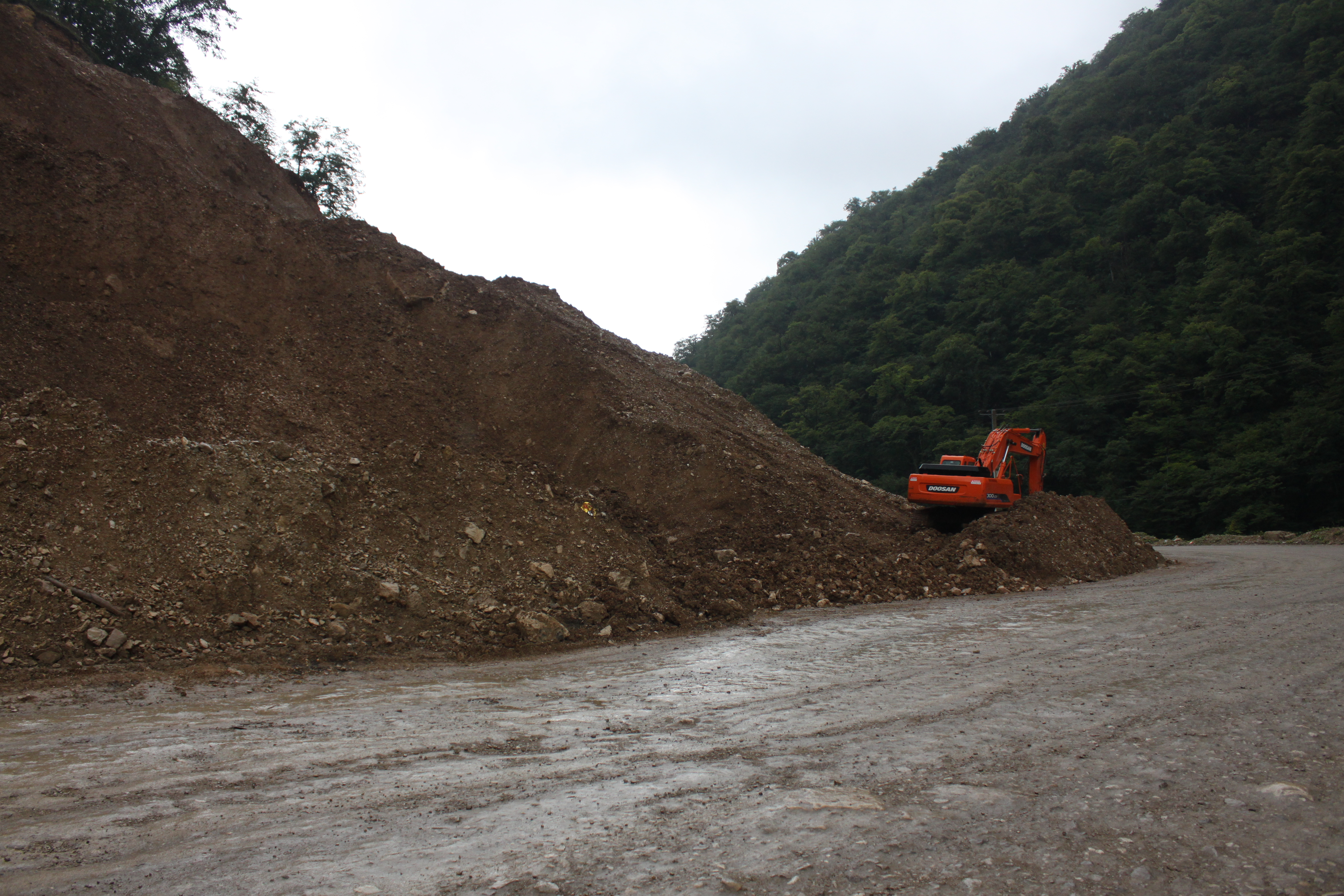
تخریب جنگل‌های مازندران
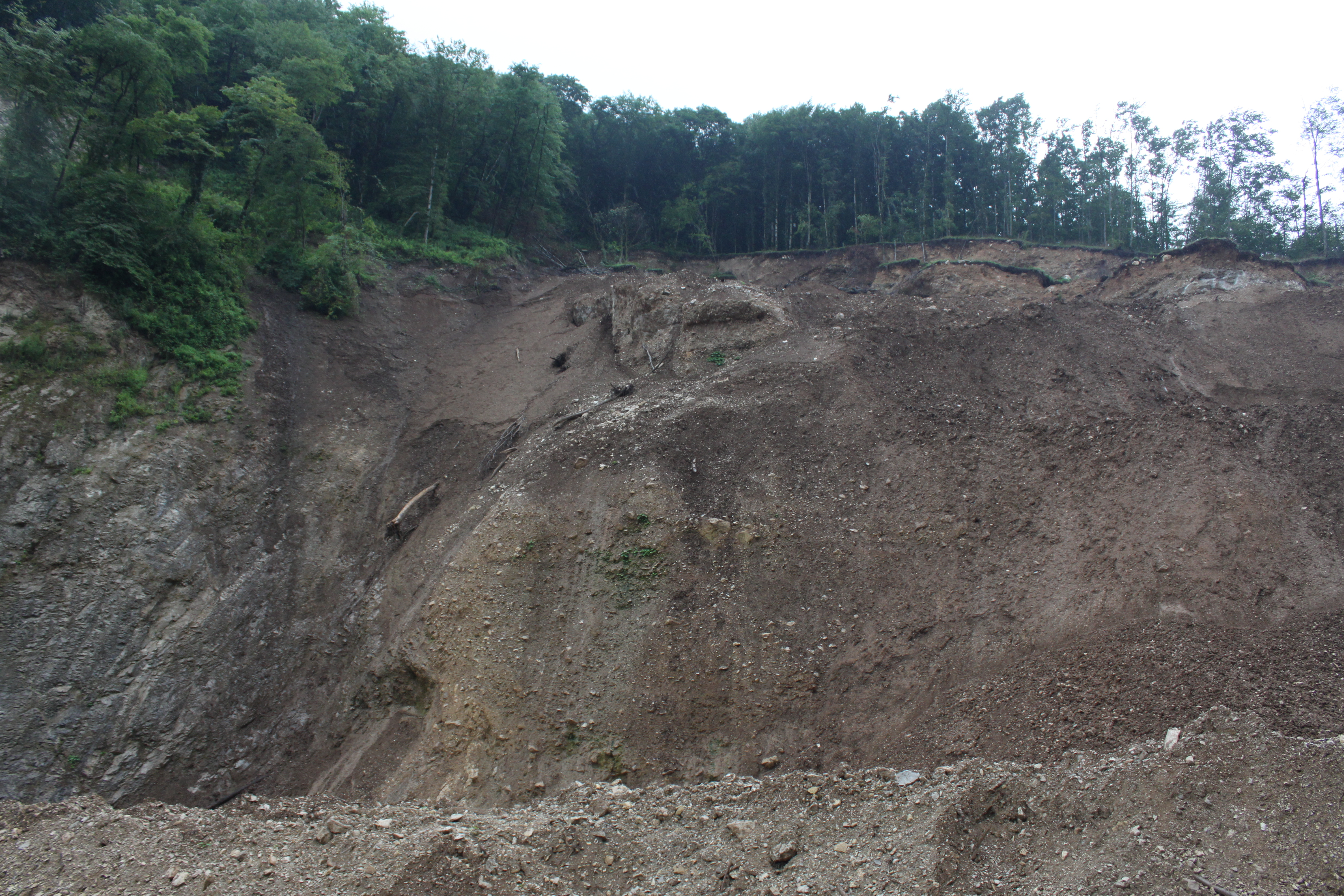
تخریب جنگل‌های مازندران
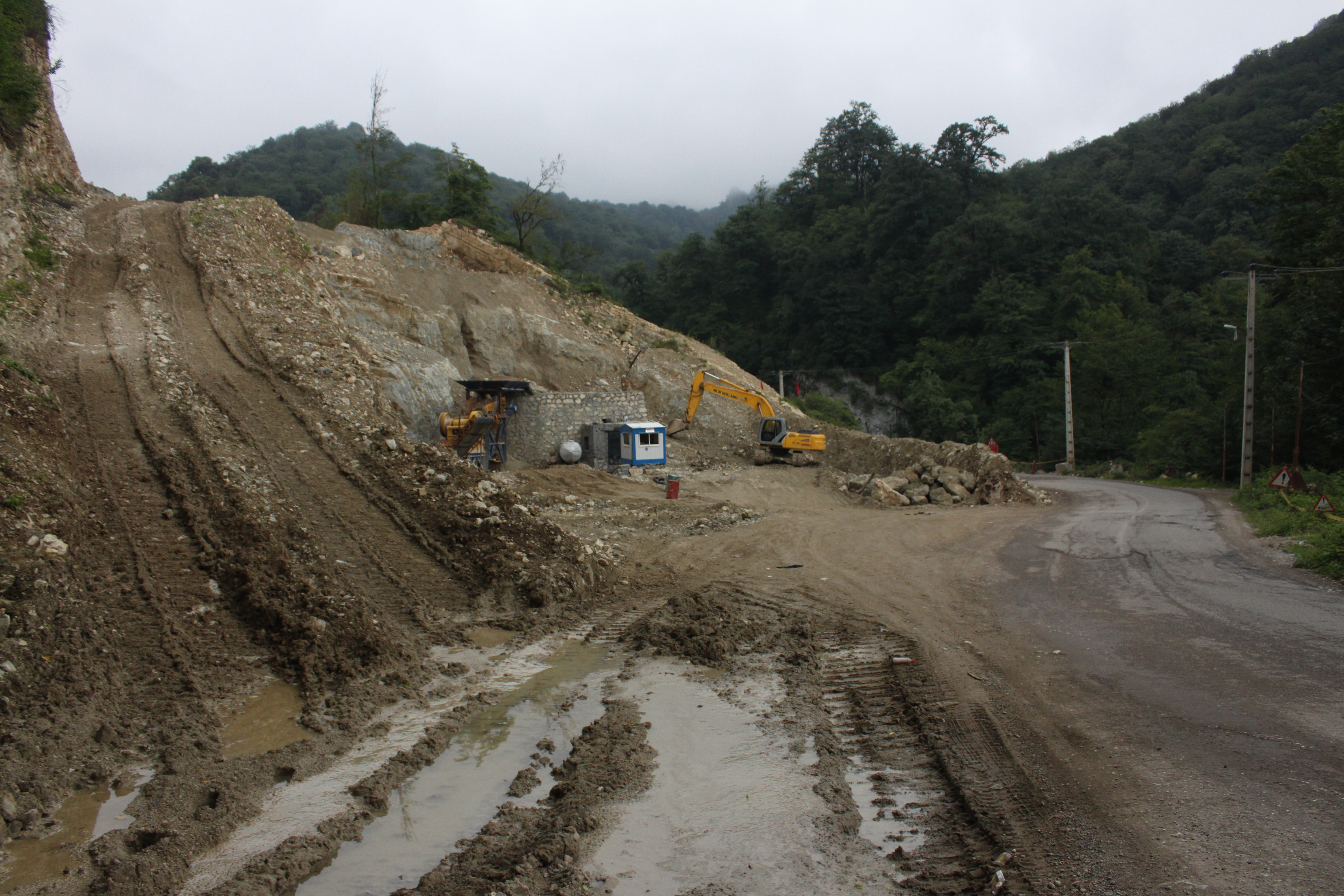
تخریب جنگل‌های مازندران

### جنگل‌های ارسباران
از دی ۱۳۹۷ قطع درختان جنگل‌های ارسباران افزایش یافته است و به صورت انبوه الوارهای قطع شده توسط ماشین‌های باربر حمل می‌شود. درصورتی که این روند ادامه داشته باشد تا ۱۰ سال دیگر جنگل‌های ارسباران محو خواهد شد. لشکر ۲۵ کربلای سپاه پاسداران ۱۳۰۰۰ هکتار، آستان قدس ۹۹۱ هکتار، حوزه علمیه گرگان ۴۷۰۱۳ هکتار و مؤسسه پیشگامان سازندگی ۸۶۹۰ هکتار از این جنگل‌ها را در اختیار دارند.

## قوانین
قانون حفاظت و بهره‌برداری از جنگلها و مراتع
قانون اصلاح قانون حفاظت و بهره‌برداری از جنگلها و مراتع
قانون حفظ و گسترش فضای سبز و جلوگیری از قطع بی‌رویه درخت
اساسنامه شرکت سهامی خدمات جنگلها و مراتع